# 金林水库
金林水库是中国广东省肇庆市德庆县境内的一座水库，位于西江上，建于1962年。水库正常库容为1406万立方米，平均水深为8.83米，集雨面积为36平方千米，海拔为147米。